# Ignacio Sanz
Ignacio Sanz Paz (ur. 30 listopada 1955 w Santanderze) – hiszpański judoka. Dwukrotny olimpijczyk. Zajął piąte miejsce w Moskwie 1980 i dwudzieste w Los Angeles 1984. Walczył w wadze półśredniej.
Siódmy na mistrzostwach świata w 1979; uczestnik zawodów w 1981 i 1983. Brał udział w mistrzostwach Europy w 1982 i 1983. Brązowy medalista igrzysk śródziemnomorskich w 1979 roku.

## Letnie Igrzyska Olimpijskie 1984
| Konkurencja | Eliminacje              | Klas. końcowa |
| Konkurencja | Przeciwnik I            | Miejsce       |
| ----------- | ----------------------- | ------------- |
| 78 kg       | Süheyl Yeşilnur (TUR) P | 20.           |

## Letnie Igrzyska Olimpijskie 1980
| Konkurencja | Eliminacje               | Eliminacje                   | Eliminacje          | Repasaże               | Finały                       | Klas. końcowa |
| Konkurencja | Przeciwnik I             | Przeciwnik II                | 1/4                 | Przeciwnik I           | o 3 miejsce                  | Miejsce       |
| ----------- | ------------------------ | ---------------------------- | ------------------- | ---------------------- | ---------------------------- | ------------- |
| 78 kg       | Bassam El-Jabbin (SYR) Z | Dowdongijn Daszdżamc (MGL) Z | Juan Ferrer (CUB) P | Slavko Sikirić (YUG) Z | Bernard Tchoullouyan (FRA) P | 5.            |